# Ober St. Veit metróállomás
Ober St. Veit egy metróállomás Bécsben a bécsi metró U4-es vonalán.

## Szomszédos állomások
A metróállomáshoz az alábbi állomások vannak a legközelebb:
- Unter St. Veit
- Hütteldorf

## Átszállási kapcsolatok
| U4 (Heiligenstadt ↔ Hütteldorf) |                        |                         |
| Állomás                         | Átszállási kapcsolatok | Fontosabb létesítmények |
| Ober St. Veit                   | 47A, 54A, 54B          |                         |